# Красный Профинтерн (рабочий посёлок)
Кра́сный Профинте́рн (до 1920 — Гузицыно, до 1927 года — Понизовкино) — посёлок городского типа в Некрасовском районе Ярославской области России.  Административный центр сельского поселения Красный Профинтерн.

## География
Расположен на левом берегу реки Волги. С правым берегом посёлок связан паромом. Паромная переправа функционирует в зависимости от финансирования администрации Некрасовского района. Расположен в 36 км к северо-востоку от Ярославля. Ранее (до 2005 года) — конечный пункт на железнодорожной ветке от линии Ярославль — Данилов (вела на крахмало-паточный завод, разобрана в 2000-е годы в связи с убыточностью), ныне до ближайшей железнодорожной станции 33 км.

## Население
| 1859  | 1914  | 1939  | 1959  | 1970  | 1979  | 1989  | 2002  | 2007  | 2009  | 2010  |
| ----- | ----- | ----- | ----- | ----- | ----- | ----- | ----- | ----- | ----- | ----- |
| 268   | ↗354  | ↗3374 | ↘3032 | ↘2496 | ↘2084 | ↘1922 | ↘1499 | ↘1379 | ↗1380 | ↘1256 |
| 2011  | 2012  | 2013  | 2014  | 2015  | 2016  | 2017  | 2018  | 2019  | 2020  | 2021  |
| ↘1200 | ↘1189 | ↘1161 | ↗1166 | ↘1129 | ↘1094 | ↘1071 | ↘1049 | ↘1006 | ↘988  | ↗1088 |

Население по данным переписи 2010 года составляет 1256
человек.

## История
Быстрое развитие деревни Гузицыно (Гузицино) Боровской волости Даниловского уезда связано с открытием в ней в 1840-х годах крестьянином Никитой Петровичем Понизовкиным (1804—1867) крахмало-паточного завода. В 1850-х Никита Петрович, ставший к тому времени купцом II гильдии, построил пристань на берегу Волги. А в 1866 году начал строительство рядом с деревней крупного химического и паточного завода, законченное его сыновьями Никифором и Андреем. Предприятие получило название Волжский паточно-химический завод. Понизовкины оснастили его самой современной техникой, в том числе зарубежного производства. Перевозку сырья и готовой продукции осуществлял торговый флот товарищества, состоявший из новейших и мощных пароходов. В начале XX века производство Понизовкиных было электрифицировано.

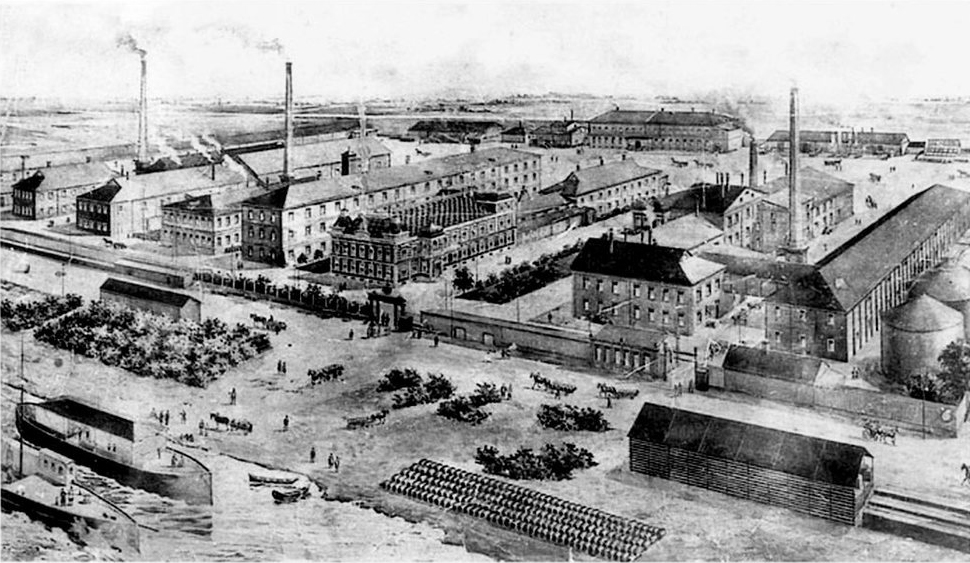
Общий вид завода Понизовкиных в начале XX века
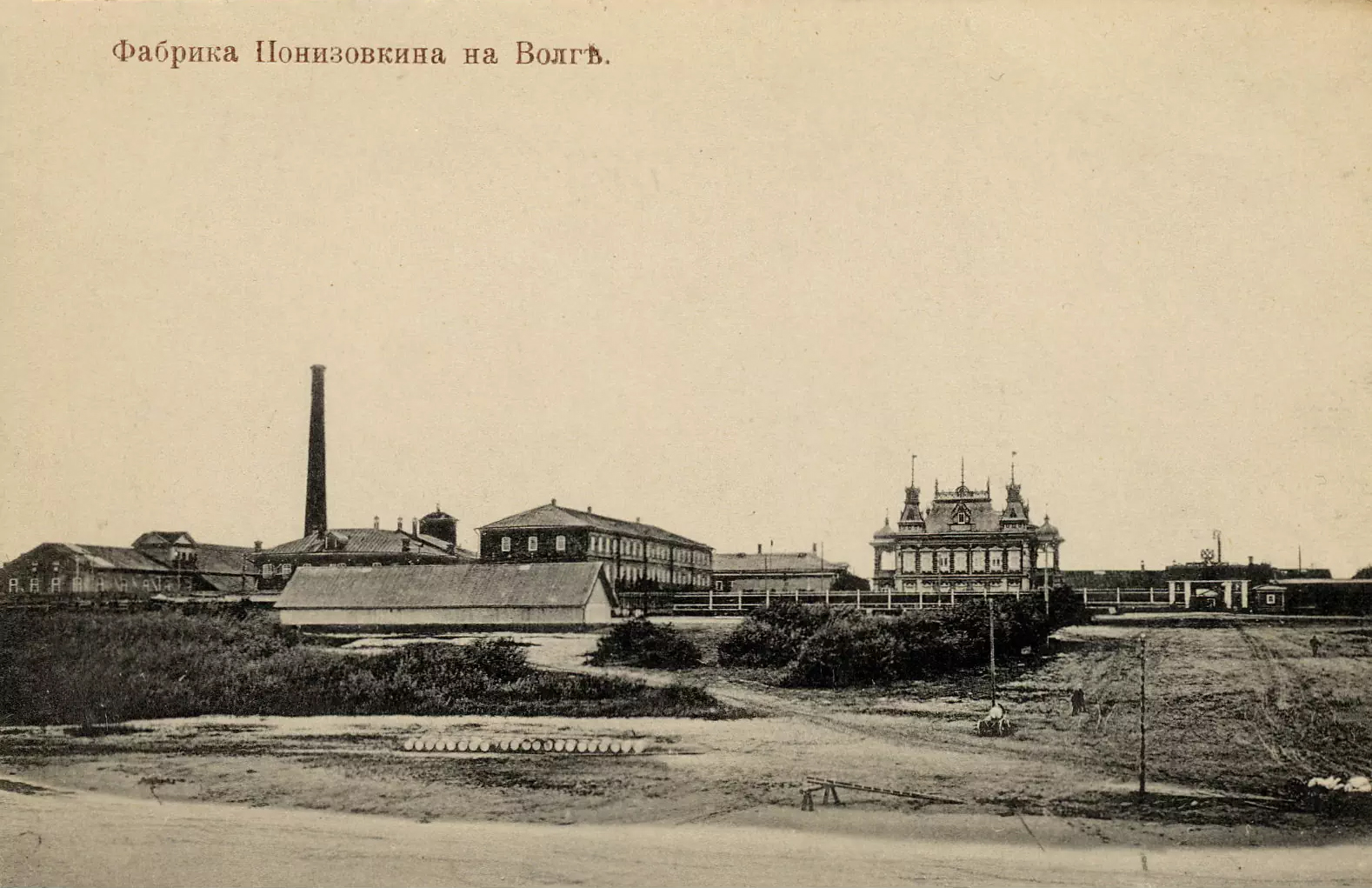
Вид на завод с Волги, около 1905 года
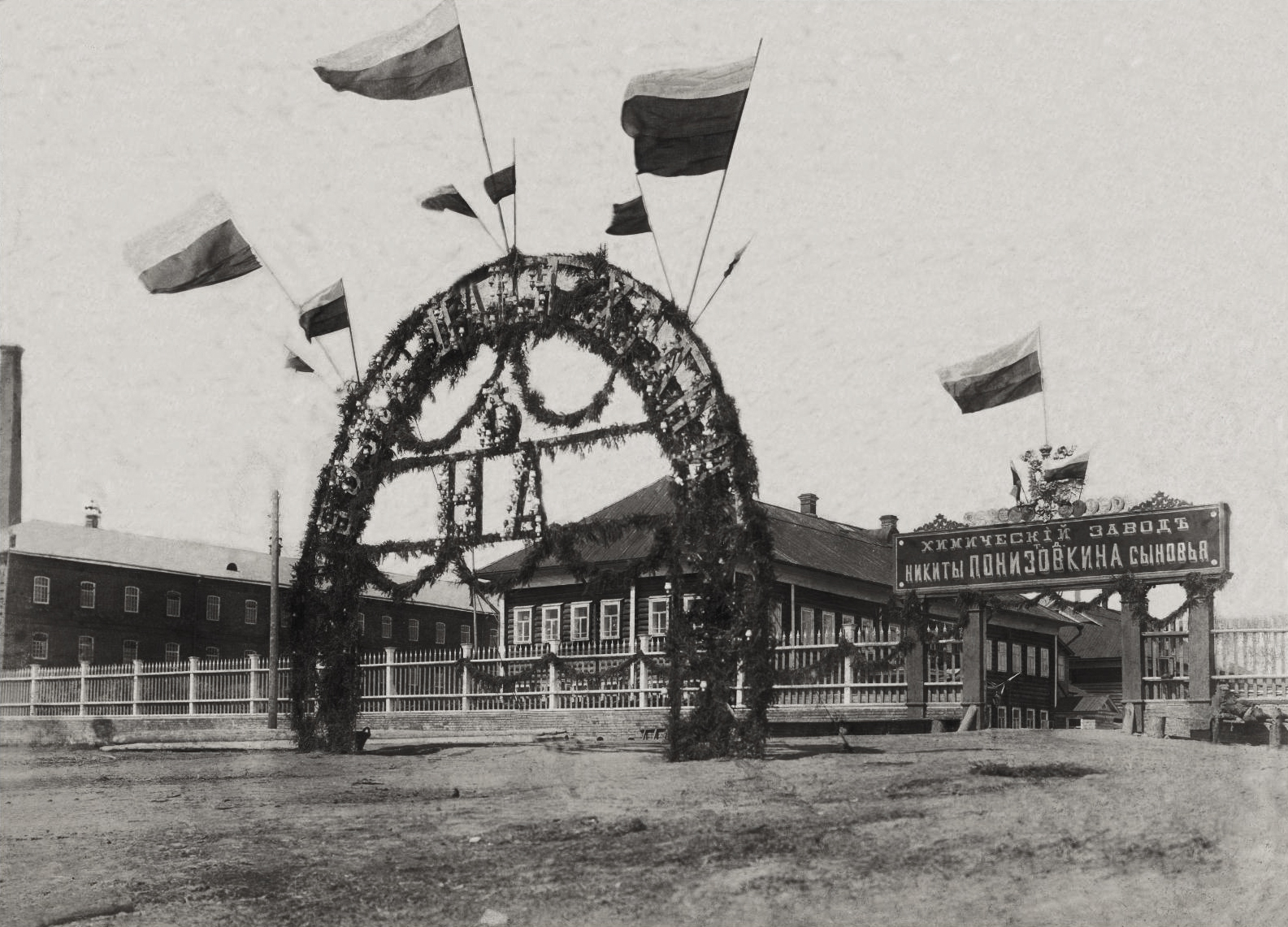
Торжественная встреча Императора Николая Александровича, 1913 год

При Волжском заводе разросся посёлок, население которого к 1914 году составляло 600 человек (ещё 354 проживали в самом Гузицыне). С 1920 года посёлок при заводе известен под названием Понизовкино.
23 мая 1927 года посёлок Понизовкино, включённый в то время в составе Боровской волости Ярославского уезда Ярославской губернии, переименовали в рабочий посёлок Красный Профинтерн.
В 1929 году в составе Ярославского округа Ивановской Промышленной области Красный Профинтерн временно сделали центром Боровского района, укрупнённого и переименованного в 1932 году в Большесольский район с переносом райцентра (в середине 1929 года — в деревню Бор (Бор-Понизовкино), в ноябре 1932 года — в село Бабайки, в феврале 1934 года — в село Большие Соли).
В 1936 году посёлок вместе с Большесольским районом включили в состав новообразованной Ярославской области. 8 января 1938 года район переименовали в Некрасовский. 1 февраля 1963 года Красный Профинтерн был передали в подчинение Заволжского райсовета города Ярославля, а 13 января 1965 года вернули в восстановленный Некрасовский район.
15 ноября 1971 года деревню Гузицыно включили в состав посёлка Красный Профинтерн.
Предприятие Понизовкиных, отнятое у хозяев коммунистами, проработало до начала 2000-х годов. На доходы от него содержался посёлок и весь Некрасовский район.

## Экономика
Основные предприятия — крахмало-паточный комбинат «Ярпатока», молочный завод.

## Достопримечательности
Главная достопримечательность посёлка — особняк Понизовкиных в духе эклектики с элементами модерна, богато украшенный неомавританской резьбой и орнаментами (1912—1914 годы). В настоящее время во дворце находится туристический комплекс.

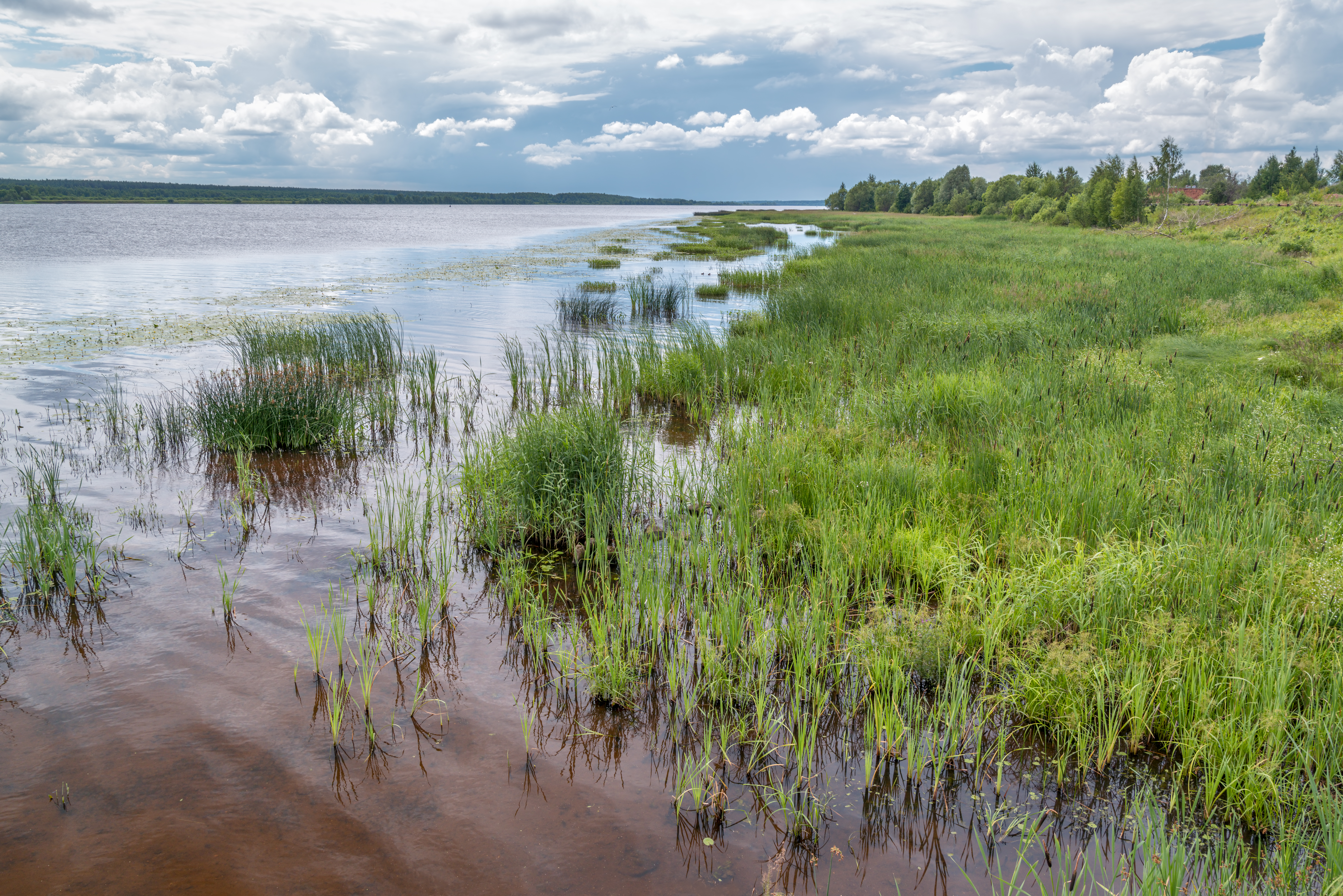
Берег Волги у посёлка Красный Профинтерн
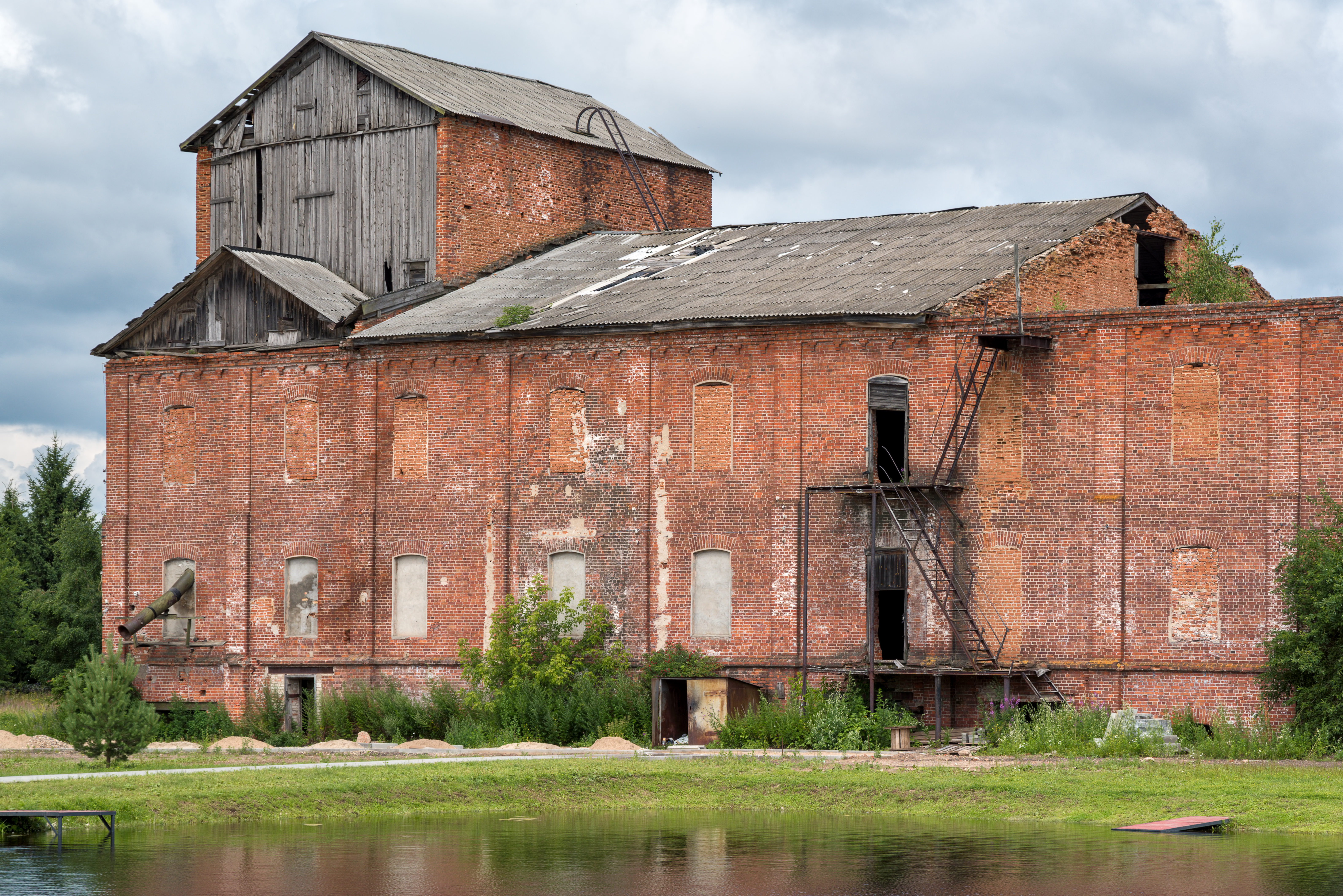
Разрушающееся здание крахмало-паточного завода
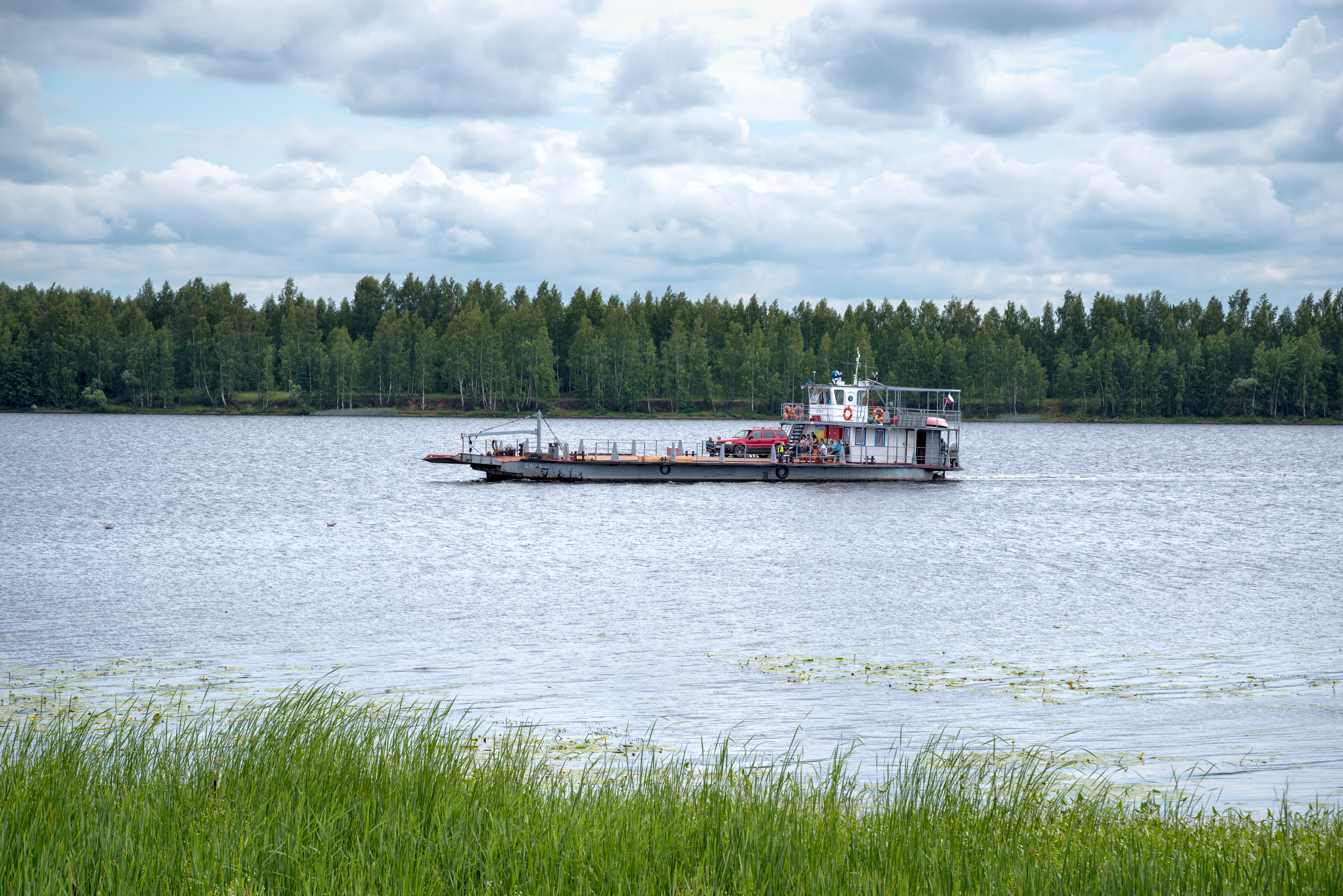
Паромная переправа